# Coupe du Portugal de football 1966-1967
Navigation
1965-1966 1967-1968

La Coupe du Portugal de football 1966-1967 est la 27e édition de la Coupe du Portugal de football, considéré comme le deuxième trophée national le plus important derrière le championnat. 
La finale est jouée le 9 juillet 1967, au stade national du Jamor, entre le Vitória Setúbal et l'Académica de Coimbra. Le Vitória Setúbal remporte son deuxième trophée en battant Coimbra 3 à 2 après prolongation. Le  Vitória Setúbal se qualifie pour la Coupe d'Europe des vainqueurs de coupe de football 1967-1968.

## Finale
| 9 juillet 1967 | Vitória Setúbal  | 3 - 2 a. p. | Académica de Coimbra | Stade national du Jamor     |                             |
|                |                  | (1 - 1)     |                      | Arbitrage : Salvador Garcia | Arbitrage : Salvador Garcia |
|                | Feuille de match |             |                      | Arbitrage : Salvador Garcia | Arbitrage : Salvador Garcia |